# Calathus peltatus
Calathus (Neocalathus) peltatus – gatunek chrząszcza z rodziny biegaczowatych, podrodziny Platyninae i pleminia Sphodrini.
Gatunek opisany został w 1845 roku przez Friedricha A.R. Kolenatiego.
Chrząszcz palearktyczny. Wykazany z południowego obszaru europejskiej części Rosji, Armenii, Tadżykistanu, Uzbekistanu, Turkmenistanu, Azerbejdżanu oraz irańskich ostanów Azerbejdżan Wschodni i Chorasan.